# هایلیگنبرگ
هایلیگنبرگ (به لاتین: Heiligenberg) یک سکونتگاه مسکونی در آلمان است که در بودنسیکرایس واقع شده‌است.